# 木村石
木村石（きむらせき、 Kimuraite-(Y)）は、1986年に発表された日本産新鉱物で、筑波大学の地球化学者、長島弘三などにより、佐賀県唐津市肥前町に露出する玄武岩の空隙から発見された。化学組成はCaY2(CO3)4・6H2O。斜方晶系。 東京大学の木村健二郎の無機化学分析、特に希土類元素分析における業績をたたえて命名されたもの。なお、学名のKimuraite-(Y) のYは、イットリウムのことであるが、新しく別の希土類元素を主成分とする種が発見されるまでは、和名表記は「木村石」で良く、「イットリウム木村石」とする必要はないとされる。